# Жарти в сторону 2
Жарти в сторону 2 (фр. Loin du périph) — це французький комедійний бойовик режисера Луї Летер’є за сценарієм Стефана Казанджяна. Це продовження фільму 2012 року «Жарти в сторону» з Омаром Сі, Лораном Лафіттом, Ізією Хігелін . Фільм вийшов 6 травня 2022 року на Netflix.

## Сюжет
Через десять років після останньої зустрічі двоє дуже різних поліцейських змушені знову працювати разом — розслідувати вбивство у французькому містечку, де панує змова.

## Актори та ролі
| Актор               | Роль          |
| ------------------- | ------------- |
| Омар Сі             | Усман Діахіте |
| Лоран Лафітт        | Франсуа Монжа |
| Ізя Іжлен           | Аліса         |
| Дмитро Сторож       | -             |
| Флаві Пеан          | -             |
| Леа Довернь         | -             |
| Стефан Пезера       | -             |
| Катрін Шауб-Абкарян | -             |
| Сильвія Берже       | -             |
| Джо Престіа         | -             |
| Давід Бан           | -             |

## Виробництво
У березні 2021 року було оголошено, що Луї Летер’є зніме французький комедійний бойовик для Netflix.